# Anglais cadien
L'anglais cadien (Cajun English en anglais) est un dialecte de l'anglais parlé en Louisiane et au sud-est du Texas, aux États-Unis. Il est très influencé par le français cadien, lié au français acadien. En fait, la plupart de ses locuteurs sont des cadiens anglicisés.